# 이기찬 (강원특별자치도의원)
이기찬(李基璨, 1971년 4월 24일 ~ )은 대한민국의 정치인이다. 제7·9·11대 강원도의원을 지냈다.

## 학력
- 양구죽리국교 졸업 (1984년 2월)
- 양구중학교 졸업 (1987년 2월)
- 양구종합고등학교 졸업 (1990년 2월)
- 한림전문대 지방지역행정학과 전문학사 (1995년 2월)
- 한국방송통신대학교 행정학과 학사 (1998년 8월)
- 연세대학교 경제대학원 경제학 석사과정 수료 (2001년 8월)
- 연세대학교 대학원 정치외교학과 정치학 석사 (2006년 2월)
- 연세대학교 행정대학원 행정학 석사과정 수료 (2009년 8월 - 정치행정리더십 전공)

## 경력
- 양구종합고등학교 운영위원
- 강원도씨름협회 이사장
- 강원도민일보 양구지사장
- 한림성심대학교 총동문회 회장
- 2005.11: 한나라당 입당
- 2006.07 ~ 2010.06: 제7대 강원도의회 의원
- 2012.04 ~ 2014.06: 한나라당 강원도 인제지역지구당위원회 부대변인
- 2014.07 ~ 2015.02: 제9대 강원도의회 의원
- 2022.07 ~ 2023.07: 제11대 강원도의회 의원
  - 2022.07 ~ 2023.07: 제11대 강원도의회 전반기 부의장
  - 2022.07 ~ 2023.07: 제11대 강원도의회 전반기 안전건설위원회 위원
  - 2022.07 ~ 2023.07: 제11대 강원도의회 전반기 재정효율화 특별위원회 위원
  - 2022.07 ~ 2023.07: 제11대 강원도의회 전반기 접경지역 개발촉진지원 특별위원회 위원

## 공직선거법 위반
- 2015년 2월 27일 대법원, 이기찬 도의원 상고 기각..의원직 상실
- 2023년 7월 21일 이기찬 강원자치도의회 부의장, 당선 무효형 확정

## 역대 선거 결과
|  | 23.20% |

|  | 45.47% |

|  | 58.91% |

|  | 54.72% |